# Schlacht bei Guttstadt
Schleiz – Saalfeld – Jena und Auerstedt – Lübeck – Großpolen – Czarnowo – Golymin – Pułtusk – Dirschau –  Allenstein – Preußisch Eylau – Ostrolenka – Stolp – Danzig – Kolberg – Guttstadt –Heilsberg – Friedland
In der Schlacht bei Guttstadt-Deppen am 5. und 6. Juni 1807 griffen Truppen des Russischen Reiches unter der Führung von General Levin August von Bennigsen das Korps des Marschalls Michel Ney an. Die Russen drängten ihre Gegner in einer Aktion zurück, bei der Ney mit seinen zahlenmäßig stark unterlegenen Kräften eine brillante Nachhutleistung lieferte. Während des 6. Juni gelang es Ney, seine Truppen loszuwerden und sich auf die Westseite des Flusses Pasłęka zurückzuziehen. Die Aktion ereignete sich während des Vierten Koalitionskrieges, einem Teil der Napoleonischen Kriege. Guttstadt-Deppen (heute Dobre Miasto-Dąbrówka) liegt südwestlich von Lidzbark Warmiński und nördlich von Olsztyn.

## Hintergrund
Nach der blutigen Schlacht bei Preußisch Eylau am 7. und 8. Februar 1807 blieben Napoleons Streitkräfte in der Nähe, so dass der Kaiser einen Sieg erringen konnte. Seine Soldaten verlangten danach jedoch lautstark nach einem Ende der Kämpfe. Anstelle der üblichen Rufe „Vive l'Empereur“ (Es lebe der Kaiser) waren in den Biwaks Rufe „Vive la paix“ (Es lebe der Frieden) zu hören, als der Kaiser vorbeikam. Am 17. Februar begannen die Franzosen mit dem Rückzug nach Westen in die Winterquartiere. Am 23. Februar erreichten die Franzosen ihre Quartiere, mit Marschall Jean Baptiste Bernadottes erstem Korps auf der linken Seite, Marschall Soults viertem Korps in der Mitte und das dritte Korps von Marschall Davout auf der rechten Seite. Napoleon stationierte Marschall Lannes’ fünftes Korps in eine Position, um Warschau zu decken. Marschall Augereaus dezimiertes siebtes Korps wurde aufgelöst und seine Überlebenden anderen Korps zugeteilt.

## Kampf
Nachdem Danzig im Rücken gesichert war, plante Napoleon, um den 10. Juni herum eine Offensive zu starten. Als er die Nachricht erhielt, dass die Russen ihn angreifen wollten, hielt der Kaiser die Aktion des Feindes für „lächerlich“, da sie ihn während der Belagerung Danzigs kaum beunruhigt hatte. Zu diesem Zeitpunkt versammelte Napoleon 220.000 Soldaten in Polen gegen nur 115.000 Russen und Preußen. Napoleon hatte 190.000 Mann unter seinem direkten Kommando, während Marschall André Masséna den Rest befehligte. Massénas Anweisungen lauteten, Warschau zu decken, den rechten Flügel zu bewachen und die strategische linke Flanke Russlands zu bedrohen.
Am 2. Juni konzentrierte Bennigsen seine Armee bei Heilsberg und rückte auf Napoleons Linien vor. Der russische Befehlshaber plante, Neys exponiertes Korps in einer übermäßig komplexen Operation mit sechs vorrückenden Kolonnen zu zerstören. Er schickte die 1. Kolonne mit 24 Bataillonen und 4 Batterien durch Orneta (Wormditt) und dann nach Süden, um die französischen Truppen vom Ostufer der Pasłęka zu vertreiben. Die Russen würden dann nach Süden vorrücken und in der Nähe von Gross Elditten Stellung beziehen und so Soult daran hindern, Ney zu unterstützen. Dmitri Sergejewitsch Dochturow befehligte die 1. Kolonne, zu der seine eigene 4.653 Mann starke 7. Division und die 5.670 Mann starke 8. Division von Generalleutnant Pjotr Kirillowitsch Essen gehörten.
Generalleutnant Fabian Gottlieb von der Osten-Sacken führte die 2. Kolonne an, die aus 42 Bataillonen, 140 Schwadronen und neun Batterien bestand. Bennigsen wollte, dass die 2. Kolonne Neys linke Flanke trifft und gleichzeitig die angrenzende 1. und 3. Kolonne unterstützt. Osten-Sacken befehligte seine eigene 6.432 Mann starke 3. Division, die 9.615 Mann starke 2. und 14. Division von Generalleutnant Alexander Iwanowitsch Ostermann-Tolstoi, die 3.836 Soldaten der rechten Kavallerie von Generalmajor Fedor Petrovich Uvarov, und die 2.982 Reiter der linken Kavallerie von Generalleutnant Dmitri Wladimirowitsch Golitzyn. Diese Kolonne, die aus der Vorhut der Armee bestand, sollte nördlich von Guttstadt angreifen mit dem Ziel, einige von Neys Truppen abzuschneiden. Bagrations 3. Kolonne zählte 12.537 Soldaten.
Generalleutnant Aleksei Iwanowitsch Gortschakow übte die Autorität über die 4. Kolonne aus, eine Truppe bestehend aus der 6. Division mit 12 Bataillonen, 20 Staffeln und drei Kosakenregimentern. Gorchakov erhielt den Befehl, den Fluss Łyna (Alle) südlich von Guttstadt zu überqueren und Neys rechte Flanke anzugreifen. Die 6. Division war 10.873 Mann stark. Die 6.347 Mann starke 5. Kolonne wurde Generalmajor Matvei Platov anvertraut. Unterstützt von der 6. Divisionsbrigade von Generalmajor Bogdan von Knorring überquerte diese Kolonne die Łyna bei Bergfriede (Barkweda) und versuchte, Neys rechte Flanke einzuschließen. Platow führte drei Bataillone, zehn Staffeln und neun Kosakenregimenter. Konstantin Pawlowitsch, Großfürst von Russland leitete die 6. Kolonne, bestehend aus der 1. kaiserlichen Gardedivision. Konstantins Streitkräfte, die die Armeereserve bildeten, umfassten 28 Bataillone, 28 Staffeln und drei Batterien, insgesamt 17.000 Soldaten.
Bennigsen wies L'Estocq an, gegen das französische I. Korps vorzugehen, das am Unterlauf der Pasłęka stationiert war. Während er die Straße nach Königsberg bewachte, trieb der preußische General Bernadottes Männer zum Westufer und nagelte sie dort fest. L'Estocq befehligte etwa 20.000 Mann und 78 Geschütze, davon 15.000 Preußen. Das russische Kontingent wurde von Generalleutnant Nikolai Kamenski angeführt. Schließlich hielt Generalleutnant Pjotr Alexandrowitsch Tolstoi mit 15.800 Soldaten Massénas rechten Flügel nordöstlich von Warschau unter Beobachtung.
Da Neys Front von Wäldern abgeschirmt war, hatte Bennigsen die begründete Hoffnung, dass er die Truppen des Franzosen angreifen könnte, bevor sein Gegner wirksame Gegenmaßnahmen ergreifen konnte. Letztendlich sammelten die französischen Späher genügend Informationen, sodass Ney eine Konzentration zwischen Guttstadt und Deppen anordnen konnte. Er schickte auch eine Nachricht an Soult, in der er ihn aufforderte, Elditten zu seiner Linken zu halten, und eine weitere an Davout, in der er ihn aufforderte, Bergfriede zu seiner Rechten zu verteidigen.